# Nathan Saunders
Nathan Saunders (né le 25 avril 1985 à Charlottetown, dans la province de l’Île-du-Prince-Édouard au Canada) est un joueur professionnel canadien de hockey sur glace.

## Carrière de joueur
Il évolue quatre saisons avec les Wildcats de Moncton de la Ligue de hockey junior majeur du Québec, soit entre 2001 et 2005.
Lors du repêchage de 2003, il est sélectionné en 4e ronde (119e au total) par les Mighty Ducks d'Anaheim.
Lors de la saison 2005-2006, il commence sa carrière professionnelle avec les Pirates de Portland de la Ligue américaine de hockey, puis la saison suivante, il évolue principalement avec les Lynx d'Augusta de l'East Coast Hockey League.
En 2007-2008, il joue avec les Bruins de Providence et les Chiefs de Johnstown, puis il commence la saison suivante avec le Thunder de Stockton. Il fait ensuite un passage avec les Checkers de Charlotte, puis il termine la saison avec les Brahmas du Texas de la Ligue centrale de hockey.
En 2009-2010, il évolue avec le CIMT de Rivière-du-Loup de la Ligue nord-américaine de hockey, en plus de jouer deux matchs avec les Red Wings de Deer Lake de la West Coast Senior Hockey League.
Après avoir passé la saison 2010-2011 avec les Brahmas du Texas, il signe le 21 août 2011 un contrat avec les 3L de Rivière-du-Loup.
À l'automne 2012, il se joint aux Royals de Western de la Newfoundland senior hockey league.

## Statistiques
| Saison    | Équipe                  | Ligue       |    | Saison régulière | Saison régulière | Saison régulière | Saison régulière | Saison régulière |   | Séries éliminatoires | Séries éliminatoires | Séries éliminatoires | Séries éliminatoires | Séries éliminatoires |
| Saison    | Équipe                  | Ligue       | PJ | B                | A                | Pts              | Pun              | PJ               | B | A                    | Pts                  | Pun                  |                      |                      |
| 2001-2002 | Wildcats de Moncton     | LHJMQ       | 54 | 4                | 11               | 15               | 88               | -                | - | -                    | -                    | -                    |                      |                      |
| 2002-2003 | Wildcats de Moncton     | LHJMQ       | 69 | 1                | 13               | 14               | 241              | 6                | 2 | 3                    | 5                    | 12                   |                      |                      |
| 2003-2004 | Wildcats de Moncton     | LHJMQ       | 68 | 4                | 26               | 30               | 267              | 20               | 1 | 1                    | 2                    | 34                   |                      |                      |
| 2004-2005 | Wildcats de Moncton     | LHJMQ       | 70 | 5                | 23               | 28               | 198              | 12               | 2 | 2                    | 4                    | 24                   |                      |                      |
| 2005-2006 | Pirates de Portland     | LAH         | 20 | 1                | 0                | 1                | 75               | 9                | 0 | 0                    | 0                    | 19                   |                      |                      |
| 2006-2007 | Pirates de Portland     | LAH         | 16 | 0                | 3                | 3                | 13               | -                | - | -                    | -                    | -                    |                      |                      |
| 2006-2007 | Lynx d'Augusta          | ECHL        | 59 | 1                | 13               | 14               | 107              | 2                | 0 | 0                    | 0                    | 0                    |                      |                      |
| 2007-2008 | Bruins de Providence    | LAH         | 13 | 1                | 0                | 1                | 21               | -                | - | -                    | -                    | -                    |                      |                      |
| 2007-2008 | Chiefs de Johnstown     | ECHL        | 31 | 1                | 5                | 6                | 79               | 6                | 0 | 2                    | 2                    | 16                   |                      |                      |
| 2008-2009 | Thunder de Stockton     | ECHL        | 4  | 0                | 0                | 0                | 0                | -                | - | -                    | -                    | -                    |                      |                      |
| 2008-2009 | Checkers de Charlotte   | ECHL        | 6  | 0                | 0                | 0                | 11               | -                | - | -                    | -                    | -                    |                      |                      |
| 2008-2009 | Brahmas du Texas        | LCH         | 36 | 4                | 11               | 15               | 159              | 16               | 0 | 3                    | 3                    | 44                   |                      |                      |
| 2009-2010 | CIMT de Rivière-du-Loup | LNAH        | 36 | 7                | 5                | 12               | 97               | 10               | 0 | 1                    | 1                    | 36                   |                      |                      |
| 2009-2010 | Red Wings de Deer Lake  | WCSHL       | 3  | 2                | 0                | 2                | 4                | -                | - | -                    | -                    | -                    |                      |                      |
| 2009-2010 | Caribous de Clarenville | Coupe Allan | -  | -                | -                | -                | -                | 3                | 1 | 0                    | 1                    | 25                   |                      |                      |
| 2010-2011 | Brahmas du Texas        | LCH         | 23 | 1                | 6                | 7                | 82               | 4                | 0 | 0                    | 0                    | 6                    |                      |                      |
| 2011-2012 | 3L de Rivière-du-Loup   | LNAH        | 43 | 5                | 11               | 16               | 49               | -                | - | -                    | -                    | -                    |                      |                      |
| 2012-2013 | Royals de Western       | NLSHL       | 8  | 2                | 1                | 3                | 37               | -                | - | -                    | -                    | -                    |                      |                      |
| 2013-2014 | Royals de Western       | NLSHL       | 21 | 0                | 0                | 0                | 61               | -                | - | -                    | -                    | -                    |                      |                      |
| 2014-2015 | Flyers de Gander        | NLSHL       | 2  | 0                | 0                | 0                | 17               | -                | - | -                    | -                    | -                    |                      |                      |
| 2015-2016 | Flyers de Gander        | NLSHL       | 4  | 0                | 0                | 0                | 27               | -                | - | -                    | -                    | -                    |                      |                      |

## Trophées et honneurs personnels
- Ligue de hockey junior majeur du Québec 
  - 2004-2005 : reçoit le trophée Kevin-Lowe remis au meilleur défenseur défensif avec les Wildcats de Moncton.
- Ligue centrale de hockey 
  - 2008-2009 : remporte la Coupe du Président Ray Miron avec les Brahmas du Texas.